# Мемориальный музей Улугбека
Мемориальный музей Улугбе́ка (узб. Mirzo Ulug'bek muzeyi) — музей, посвященный известному средневековому среднеазиатскому государственному деятелю, математику, учёному-астроному и поэту — Мирзо Улугбеку, и исторической астрономии региона. Расположен в городе Самарканде (Узбекистан), напротив обсерватории Улугбека. Справа от музея, внизу (сам музей и обсерватория расположены на небольшом холме) находится памятник Улугбеку, на фоне стелы, на котором изображено звёздное небо.
Музей был открыт в 1964 году в период руководства Узбекистаном Ш. Р. Рашидова. Автор проекта — архитектор А. Бабаханов. В 2010 году была осуществлена масштабная капитальная реставрация и реконструкция обсерватории Улугбека, музея и близлежащих исторических местностей. Музей рассказывает о жизни, творчестве и научной жизни Мирзо Улугбека, о астрономии и математике той эпохи. В музее представлены исторические астрономические и математические предметы и инструменты, исторические книги и рукописи, найденные экспонаты из руин обсерватории и окружающих ее местностей, в том числе из Афрасиаба, уменьшенные макеты архитектурных памятников Самарканда и некоторых других городов Узбекистана, в том числе макеты некоторых архитектурных памятников Бухары и Шахрисабза, и другие экспонаты.

## Галерея

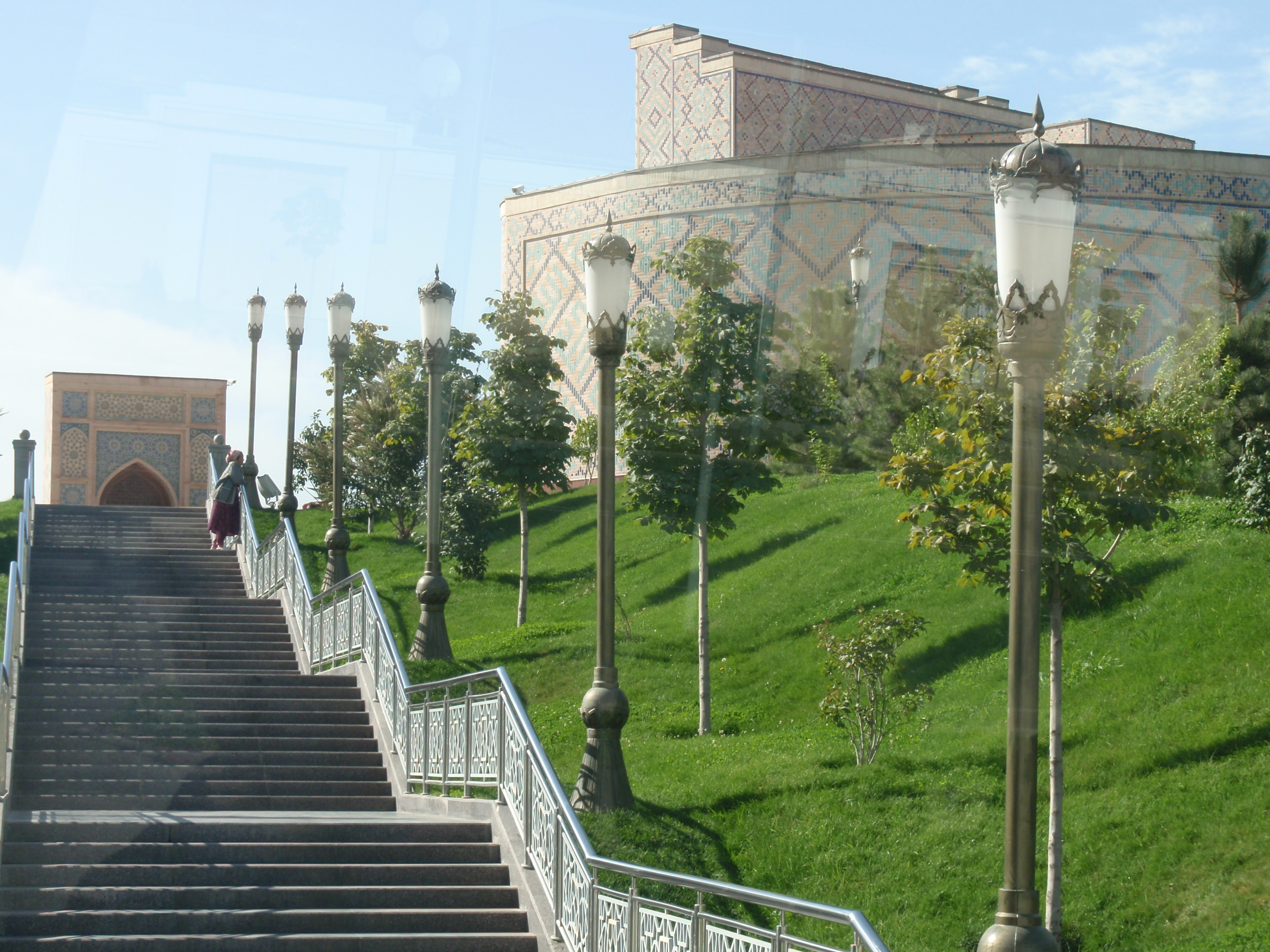
Вид на здание музея сзади. На дальнем плане видно здание обсерватории.
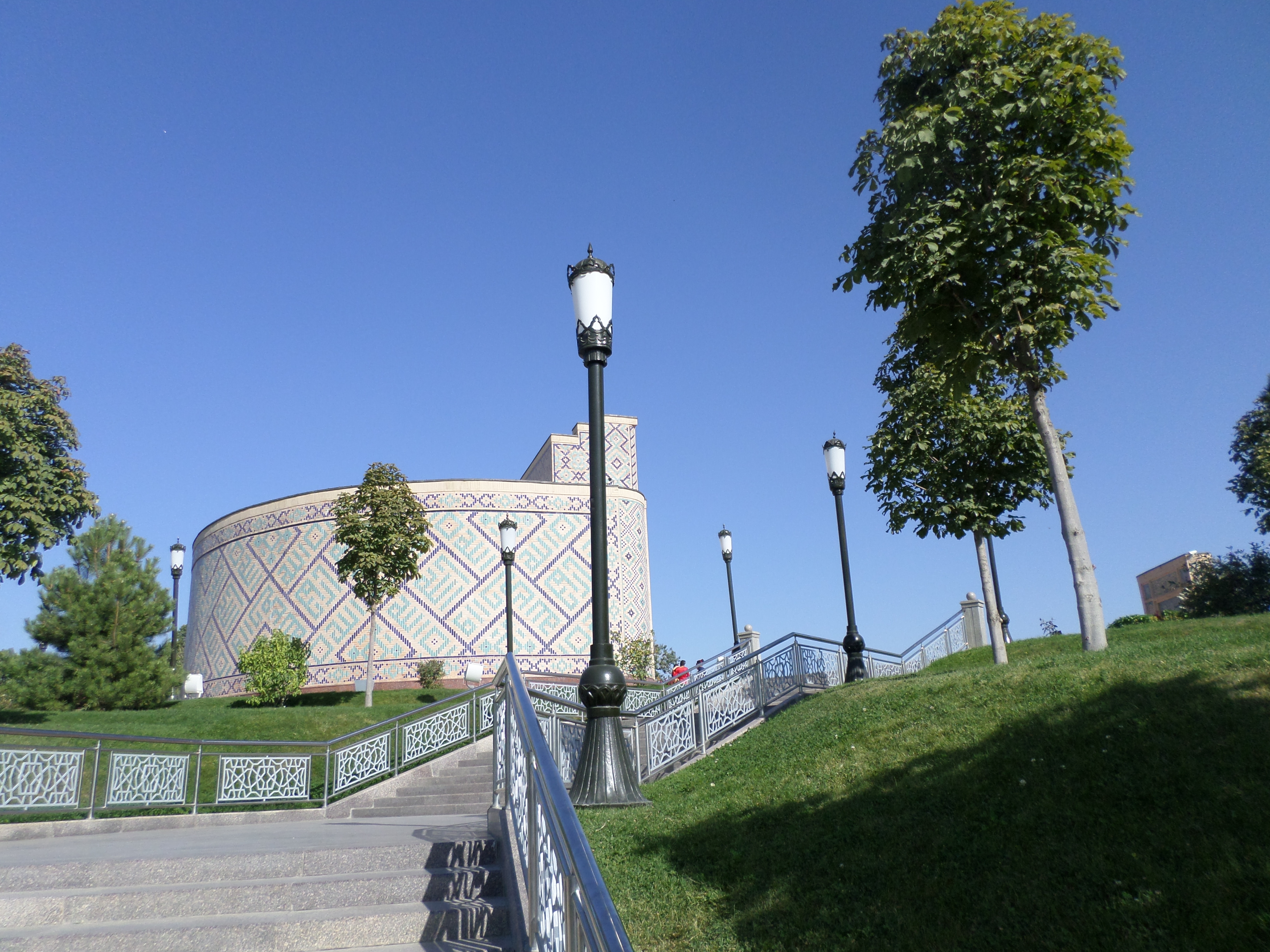
Вид на здание музея справа, от места где находится памятник Улугбеку и стела со звёздами.
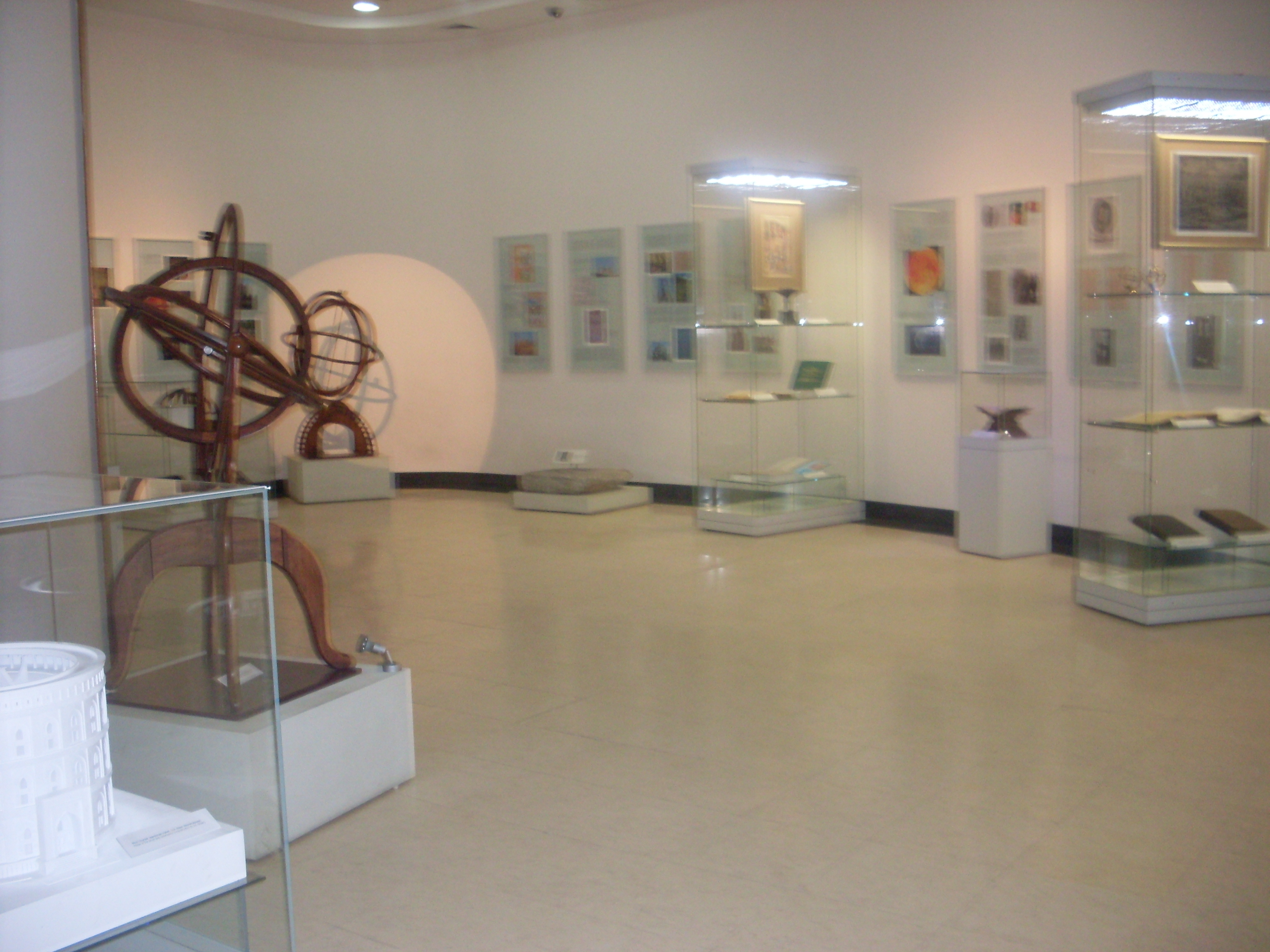
Вид на музей изнутри
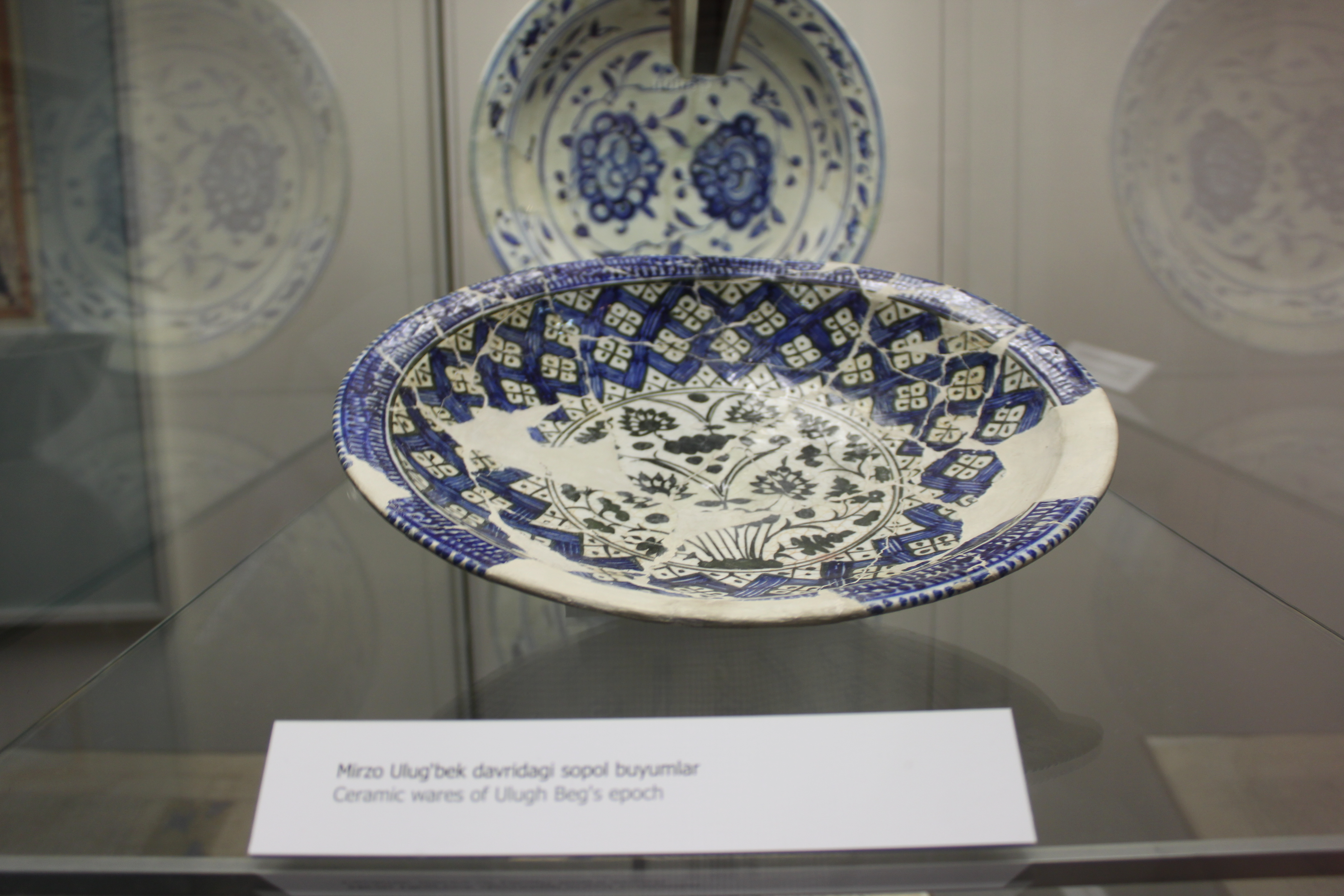
Один из экспонатов музея